# Ignorance délibérée
En droit, l'ignorance délibérée se produit lorsqu'une personne cherche à éviter toute responsabilité civile ou pénale pour un acte illicite en ignorant intentionnellement des faits qui la rendraient responsable ou impliquée,. Dans l'affaire États-Unis c. Jewell, le tribunal a jugé que la preuve d'une ignorance délibérée satisfaisait à l'exigence de connaissance de la possession criminelle et de l'importation de drogues.

## Description
Le concept s'applique également aux situations dans lesquelles les gens détournent intentionnellement leur attention d'un problème éthique considéré comme important par ceux qui utilisent l'expression, par exemple, parce que le problème est trop dérangeant pour que les gens veuillent qu'il domine leurs pensées, ou sachant que résoudre le problème nécessiterait des efforts considérables.

## Liens et références
- Willful blindness per the IRS IRM Manual